# Hakim Nouira
Hakim Nouira, né le 25 juin 1972, est un footballeur tunisien.
Il évolue au poste de défenseur et compte plus de onze sélections avec l'équipe de Tunisie de football entre 1993 et 1998.

## Clubs
- 1991-2001 : Espérance sportive de Tunis
- 2001-2002 : Olympique de Béja
- 2002-2003 : Club sportif de Hammam Lif
- 2003-2004 : Olympique de Béja
- 2004-2005 : Espérance sportive de Tunis
- 2005-2005 : Étoile olympique La Goulette Kram

## Palmarès
- Vainqueur de la coupe afro-asiatique : 1995
- Vainqueur de la Supercoupe d'Afrique : 1995
- Vainqueur de la coupe de la CAF : 1997
- Vainqueur de la coupe d'Afrique des vainqueurs de coupe : 1998
- Vainqueur de la coupe d'Afrique des champions : 1994
- Vainqueur de la coupe des clubs champions arabes : 1993
- Vainqueur de la Supercoupe arabe : 1996
- Vainqueur du championnat de Tunisie : 1993, 1994, 1998, 1999, 2000, 2001
- Vainqueur de la coupe de Tunisie : 1997, 1999